# Janghwa, Hongryeon
A Tale of Two Sisters (|장화, 홍련, Janghwa, Hongryeon; lit. "Flor rosa, lotus vermell") és una pel·lícula de terror psicològic de Corea del Sud del 2003 escrita i dirigida per Kim Ji-Woon. La pel·lícula està inspirada en un conte popular de l'època de la dinastia Joseon titulada "Janghwa Hongryeon jeon", que ha estat adaptada al cinema diverses vegades. La trama se centra en una pacient recentment alliberada d'una institució mental que torna a casa amb la seva germana, només per enfrontar-se a esdeveniments inquietants.
La pel·lícula va tenir una gran acollida comercial i crítica i va guanyar la millor pel·lícula al Festival de Cinema Fantasporto de 2004. És la pel·lícula de terror de Corea del Sud més taquillera i la primera pel·lícula de Corea del Sud que es projecta als cinemes americans. El 2009 es va publicar un remake en anglès titulat The Uninvited amb crítiques mixtes.

## Argumenta
Una adolescent, Su-mi, està sent tractada per trastorn per estrès agut i psicosi en una institució mental. Poc després, torna a casa a la finca segura de la seva família al camp amb el seu pare i la seva germana petita Su-yeon, de qui protegeix. Les germanes tenen un retrobament fred amb la seva madrastra, Eun-joo, que constantment requereix medicaments. Eun-joo també té una relació tensa amb el seu marit, tots dos suportant un matrimoni sense sexe.
Su-yeon té un malson del fantasma de la seva difunta mare. L'endemà, la Su-mi troba fotos familiars que revelen que l'Eun-joo abans era una infermera a casa de la seva mare, llavors malalta terminal. Ella descobreix contusions als braços de la seva germana i sospita que Eun-joo n'és la responsable. Su-mi s'enfronta a Eun-joo sobre les contusions, però Eun-joo es nega a disculpar-se per les seves accions. Aquella nit, el seu oncle i la seva tieta arriben a sopar, i l'Eun-joo explica històries estranyes que els desconcerten. La tia pateix de sobte una convulsió violenta i se sufoca. Després de recuperar-se, li diu al seu marit que va veure el fantasma d'una noia morta sota l'aigüera de la cuina durant la seva convulsió. Eun-joo intenta veure què hi ha sota la pica, però la noia fantasma l'agafa violentament del braç.
La relació d'Eun-joo amb les seves fillastres germanes empitjora després de trobar el seu ocell de companyia mutilat i assassinat i les seves fotografies personals desfigurades. Ella creu que aquestes accions estan connectades d'alguna manera amb les noies i tanca Su-yeon a l'armari. Su-mi l'allibera i li explica al seu pare l'abús. El seu pare li demana que deixi d'actuar i li informa que Su-yeon ha mort. La Su-mi es nega a creure-ho perquè està segura que la seva germana està just al costat d'ella plorant sense control.
L'endemà al matí, Eun-joo arrossega un sac ensangrentat per la casa, assotant-lo. Su-mi creu que Su-yeon és dins del sac. Eun-joo i Su-mi entren en un violent altercat físic. El pare de Su-mi arriba per trobar Su-mi inconscient.
Finalment es revela que la Su-mi i el seu pare estaven sols a la casa tot el temps. Su-mi havia patit un trastorn dissociatiu de la identitat, on posseïa dues personalitats: ella mateixa i una variació més grossa i llunyana de la seva madrastra Eun-joo. El "cos" del sac que la Su-mi estava assotant era en realitat una nina de porcellana i també va ser ella qui va matar l'ocell de companyia. També es va revelar que Su-yeon estava morta fa temps; la seva presència va ser en realitat el resultat de les al·lucinacions de Su-mi.
El pare i l'autèntica Eun-joo envien Su-mi de tornada a la institució mental. Eun-joo intenta reconciliar-se amb Su-mi, prometent-la visitar tan sovint com pugui, però Su-mi la rebutja. Aquella nit, Eun-joo escolta passos a l'antic dormitori de Su-yeon, revelant que el fantasma realment existeix. L'autèntic fantasma de Su-yeon surt de l'armari i mata a Eun-joo. Mentrestant, Su-mi somriu, semblant que finalment ha trobat la pau.
Els flashbacks revelen el dia que va portar a Su-mi a ser institucionalitzat. Mentre la seva mare amb una malaltia terminal encara vivia, el seu pare va tenir una aventura adultera amb Eun-joo, quan encara era la seva infermera a casa. Això molesta les germanes i porta la seva mare a penjar-se a l'armari de l'habitació de la Su-yeon. Su-yeon intenta reviure-la, però l'armari s'enfonsa sobre ella. Eun-joo veu Su-yeon colpejant i ofegant-se i a l'últim moment, decideix salvar a Su-yeon. Tanmateix, Su-mi arriba i critica l'Eun-joo per interferir amb la seva família. Enfadada per les crítiques de la Su-mi, Eun-joo deixa la Su-yeon morir i li diu a la Su-mi que "lamentarà aquest moment". La Su-mi surt de casa, sense saber el destí tant de la seva germana com de la seva mare.

## Repartiment
- Im Soo-jung com a Bae Su-mi
- Moon Geun-young com a Bae Su-yeon
- Yum Jung-ah com a Heo Eun-joo
- Kim Kap-soo com a Bae Moo-hyeon
- Lee Seung-bi com a Mi-hee (la cunyada d'Eun-joo)
- Lee Dae-yeon com a metge de Su-mi
- Park Mi-hyun com la senyora Bae (la primera dona de Moo-hyeon i la mare de Su-mi i Su-yeon)
- Woo Ki-hong com a Sun-kyu (germà d'Eun-joo)

## Producció
La pel·lícula es basa lliurement en un popular conte de fades coreà, "Janghwa Hongryeon jeon", que s'ha adaptat a versions cinematogràfiques el 1924, 1936, 1956, 1962, 1972, i 2009.
En el conte popular coreà original, els noms de les germanes són Janghwa i Hongryeon (flor rosa i lotus vermell). A la pel·lícula, són Su-mi i Su-yeon (tot i que els noms encara mantenen el significat, Rosa i Lotus).
Im Soo-jung (Su-mi) va fer una audició original per al paper de Su-yeon (interpretada per Moon Geun-young).
Kim Jee-woon originalment volia que Jun Ji-hyun interpretés a Su-mi, però ella va rebutjar el paper perquè pensava que el guió era massa espantós. La seva següent pel·lícula va ser una pel·lícula de terror no relacionada, The Uninvited.

## Llançament

### Mitjans domèstics
La pel·lícula es va estrenar en DVD el 29 de març de 2005 per Palisades Tartan. La pel·lícula es va anunciar originalment per a un llançament en Blu-ray per al 22 d'octubre de 2013 per Tartan, però el disc mai va ser llançat quan la companyia va deixar de funcionar. El DVD ja està exhaurit. Finalment, la pel·lícula es va emetre en Blu-ray sense regió a Corea el 14 d'octubre de 2013. Tot i que el disc també ofereix subtítols en anglès, els extres són tots en coreà.
El 2023, Umbrella Entertainment està programat per estrenar la pel·lícula en Blu-Ray el juny de 2023.

## Taquilla
És la pel·lícula de terror coreana més taquillera i la primera que es projecta als cinemes nord-americans un cop estrenada. Amb un llançament americà limitat a partir del 3 de desembre de 2004, va recaptar 72.541 dòlars.

## Resposta crítica
A Tale of Two Sisters va obtenir crítiques molt positives. Agregador de ressenyes Rotten Tomatoes informa d'una puntuació d'aprovació del 86% basada en 63 ressenyes, amb una puntuació mitjana de 7,1/10. El consens dels crítics del lloc diu: "Content però inquietant, A Tale of Two Sisters és una pel·lícula de terror terriblement eficaç, encara que de vegades confusa" Per la seva banda, Metacritic va atorgar a la pel·lícula un 65 sobre 100, el que significa "crítiques generalment favorables" de 19 crítics.
Kevin Thomas de Los Angeles Times va descriure A Tale of Two Sisters com "un triomf d'un horror elegant i fosc absurd que fins i tot aconsegueix tocar una corda de la tragèdia de Shakespeare, i evoca de nou una sensació de meravella davant totes les coses terribles que les persones es fan a si mateixes i entre elles."

## Premis i nominacions
2003 XXXVI Festival Internacional de Cinema Fantàstic de Catalunya
- Nominació - Millor pel·lícula

Festival de Cinema deTerror Screamfest de 2003
- Millor imatge
- Millor actriu - Im Soo-jung

Premis de la Crítica de Cinema de Busan 2003
- Millor actriu nova - Im Soo-jung
- Millor fotografia - Lee Mo-gae
- Premi especial del jurat: Kim Jee-woon

Blue Dragon Film Awards de 2003
- Millor actriu nova - Im Soo-jung
- Nominació - Millor actriu revelació - Moon Geun-young

Premis del Cinema Coreà del 2003
- Millor actriu nova - Im Soo-jung
- Millor direcció artística - Park Hee-jeong
- Millor so - Choi Tae-young

Premis Director's Cut 2003
- Millor actriu - Yum Jung-ah
- Millor actriu nova - Im Soo-jung

2004 Festival Internacional de Cinema Fantàstic de Brussel·les
- Silver Raven - Yum Jung-ah

Fantasia Festival de 2004
- Pel·lícula més popular

2004 Fantasporto Festival de Cinema
- Millor actriu de pel·lícula de fantasia internacional - Im Soo-jung
- Millor director de pel·lícula fantàstica internacional - Kim Jee-woon
- Millor pel·lícula de pel·lícula fantàstica internacional
- Premi Especial del Jurat de la Secció Orient Express

Festival de Cinema de Gérardmer de 2004
- Gran Premi
- Preu carrer 13
- Gran Premi del Jurat Jove

2004 Grand Bell Awards
- Nominació - Millor actriu - Yum Jung-ah
- Nominació - Millor actriu revelació - Im Soo-jung
- Nominació - Millor fotografia - Lee Mo-gae
- Nominació - Millor direcció artística - Cho Geun-hyun
- Nominació – Millor il·luminació – Oh Seung-chul
- Nominació – Millor disseny de vestuari – Ok Su-gyeong
- Nominació - Millor música - Lee Byung-woo
- Nominació – Millor so – Kim Kyung-taek, Choi Tae-young